# 竹内友佳
竹内 友佳（たけうち ゆか、1988年5月12日 - ）は、フジテレビアナウンサー。

## 来歴
大分県出身。身長158cm。血液型O型である。
岩田高等学校、早稲田大学文化構想学部文化構想学科（表象・メディア論系）卒業。
大学在学中の2009年、早稲田コレクションで優勝した。『新報道プレミアA』のアルバイトスタッフとして働いていたことがある。
2011年にフジテレビ入社。2012年、『めざにゅ～』の食べイク作品で第28回FNSアナウンス大賞新人アナウンス賞奨励賞を受賞した。
2018年6月15日、2歳年上の一般男性と同月14日に結婚したことが発表された。
2021年2月17日、『BSフジLIVE プライムニュース』で、妊娠6か月であることを発表。同日をもって番組を降板し、産休に入る。同年6月28日に第一子となる男児を出産した。
2022年11月19日、フジテレビ公式Instagramにて復職を報告。新たに『日曜報道 THE PRIME』のナレーションを担当すると発表した。

## 人物
趣味は、ラーメン屋巡り・旅行・アニメ鑑賞、TVゲーム、携帯ゲーム。好きなものはアイス、辛いもの、お酒（日本酒、ワインなど）。
所持資格は、漢検2級・自動車免許。好きな言葉は「失敗は成功のもと」。
特技は、どこでもすぐ寝られること。短所は雑なところ。面倒くさがりな性格。音楽は、コブクロの大ファンで『DOOR』という曲を特に気に入っているという。
学生時代にバンド経験があり、ドラムを担当していた。
フリーアナウンサーの阿部華也子は、同郷で中学・高校・大学の後輩にあたる。

## エピソード
- 幼いころからゲーム好きで、特にテイルズシリーズ、ファイナルファンタジーシリーズ、キングダムハーツ、ゼルダの伝説シリーズ、ポケットモンスターシリーズは昔からやっており、登場キャラクターの描写やコスプレもするほどである。
- 昆虫や爬虫類・両生類に興味がある。好きな虫はカマキリとスズムシ。

## 出演番組
レギュラー出演番組・キャスター名
| 期間                                                                                          | 期間      | 月曜日                                                      | 火曜日                                                                          | 水曜日                                                      | 木曜日                                                      | 金曜日                                                      | 土曜日                                                                   | 日曜日                                                      |
| --------------------------------------------------------------------------------------------- | --------- | ----------------------------------------------------------- | ------------------------------------------------------------------------------- | ----------------------------------------------------------- | ----------------------------------------------------------- | ----------------------------------------------------------- | ------------------------------------------------------------------------ | ----------------------------------------------------------- |
| 2011.7                                                                                        | 2011.9    | スーパーニュース フィールドキャスター                       | スーパーニュース フィールドキャスター                                           | スーパーニュース フィールドキャスター                       | （なし）                                                    | （なし）                                                    | （なし）                                                                 | （なし）                                                    |
| 2011.10                                                                                       | 2012.3    | めざにゅ〜 お天気キャスター                                 | めざにゅ〜 お天気キャスター                                                     | めざにゅ〜 お天気キャスター                                 | （なし）                                                    | （なし）                                                    | （なし）                                                                 | （なし）                                                    |
| 2012.4                                                                                        | 2012.9    | （なし）                                                    | めざましテレビ 『ココ調』リポーター笑っていいとも! 火曜日テレフォンアナウンサー | めざにゅ〜 お天気キャスター                                 | めざにゅ〜 お天気キャスター                                 | めざにゅ〜 お天気キャスター                                 | （なし）                                                                 | （なし）                                                    |
| 2012.10                                                                                       | 2013.3    | （なし）                                                    | めざましテレビ 『ココ調』リポーター笑っていいとも! 火曜日テレフォンアナウンサー | （なし）                                                    | めざにゅ〜 情報キャスター                                   | めざましテレビ イマドキガールめざにゅ〜 情報キャスター      | （なし）                                                                 | （なし）                                                    |
| 2013.4                                                                                        | 2013.9    | （なし）                                                    | めざましテレビ 『ココ調』リポーター                                             | めざにゅ〜 情報キャスター                                   | めざにゅ〜 情報キャスター                                   | めざにゅ〜 情報キャスター                                   | （なし）                                                                 | （なし）                                                    |
| 2013.10                                                                                       | 2014.3    | めざにゅ〜 情報キャスタ                                     | めざましテレビ 『ココ調』リポーターめざにゅ〜 情報キャスター                    | めざにゅ〜 情報キャスター                                   | （なし）                                                    | （なし）                                                    | （なし）                                                                 | （なし）                                                    |
| 2014.4                                                                                        | 2014.9    | めざましテレビアクア 情報キャスター                         | めざましテレビアクア 情報キャスター                                             | めざましテレビアクア 情報キャスター                         | （なし）                                                    | （なし）                                                    | （なし）                                                                 | （なし）                                                    |
| 2014.9                                                                                        | 2015.3    | スーパーニュース フィールドキャスター                       | スーパーニュース フィールドキャスター                                           | スーパーニュース フィールドキャスター                       | スーパーニュース フィールドキャスター                       | スーパーニュース フィールドキャスター                       | （なし）                                                                 | （なし）                                                    |
| 2015.4                                                                                        | 2016.3    | みんなのニュース フィールドキャスター                       | みんなのニュース フィールドキャスター                                           | みんなのニュース フィールドキャスター                       | みんなのニュース フィールドキャスター                       | みんなのニュース フィールドキャスター                       | （なし）                                                                 | （なし）                                                    |
| 2016.4                                                                                        | 2016.9    | みんなのニュース フィールドキャスター                       | みんなのニュース フィールドキャスター                                           | みんなのニュース フィールドキャスター                       | みんなのニュース フィールドキャスター                       | みんなのニュース フィールドキャスター                       | めざましどようび ニュースキャスター                                      | （なし）                                                    |
| 2016.10                                                                                       | 2017.9    | ユアタイム マルチプレゼンターユアタイム クイック キャスター | ユアタイム マルチプレゼンターユアタイム クイック キャスター                     | ユアタイム マルチプレゼンターユアタイム クイック キャスター | ユアタイム マルチプレゼンターユアタイム クイック キャスター | ユアタイム マルチプレゼンターユアタイム クイック キャスター | （なし）                                                                 | （なし）                                                    |
| 2017.10                                                                                       | 2018.1.14 | （なし）                                                    | （なし）                                                                        | （なし）                                                    | （なし）                                                    | BSフジLIVE プライムニュース キャスター                      | （なし）                                                                 | FNNニュース キャスターFNNスピークWeekend キャスター         |
| 2018.1.15                                                                                     | 2018.3    | BSフジLIVE プライムニュース キャスター1                     | BSフジLIVE プライムニュース キャスター1                                         | （なし）                                                    | （なし）                                                    | BSフジLIVE プライムニュース キャスター                      | （なし）                                                                 | FNNニュース キャスターFNNスピークWeekend キャスター         |
| 2018.4                                                                                        | 2018.9.20 | BSフジLIVE プライムニュース キャスター1                     | BSフジLIVE プライムニュース キャスター1                                         | （なし）                                                    | （なし）                                                    | （なし）                                                    | （なし）                                                                 | FNNニュース キャスターFNNプライムニュース デイズ キャスター |
| 2018.9.21                                                                                     | 2018.12   | BSフジLIVE プライムニュース キャスター1                     | BSフジLIVE プライムニュース キャスター1                                         | （なし）                                                    | （なし）                                                    | FNNプライムニュース α メーンキャスター2                     | （なし）                                                                 | （なし）                                                    |
| 2019.1                                                                                        | 2019.3    | BSフジLIVE プライムニュース キャスター1                     | BSフジLIVE プライムニュース キャスター1                                         | （なし）                                                    | BSフジLIVE プライムニュース キャスター                      | FNNプライムニュース α メーンキャスター2                     | （なし）                                                                 | （なし）                                                    |
| 2019.4                                                                                        | 2020.3.29 | BSフジLIVE プライムニュース キャスター                      | BSフジLIVE プライムニュース キャスター                                          | BSフジLIVE プライムニュース キャスター                      | （なし）                                                    | （なし）                                                    | Live News イット!Weekend メーンキャスター                                | Live News イット!Weekend メーンキャスター                   |
| 2020.3.30                                                                                     | 2020.4.5  | BSフジLIVE プライムニュース キャスター                      | BSフジLIVE プライムニュース キャスター                                          | BSフジLIVE プライムニュース キャスター                      | （なし）                                                    | （なし）                                                    | （なし）                                                                 | S-PARK ニュースキャスター                                   |
| 2020.4.6                                                                                      | 2020.11.8 | BSフジLIVE プライムニュース キャスター                      | BSフジLIVE プライムニュース キャスター                                          | BSフジLIVE プライムニュース キャスター                      | （なし）                                                    | （なし）                                                    | めざましどようび ニュースキャスターFNN Live News days Weekend キャスター | FNNニュース キャスターFNN Live News days Weekend キャスター |
| 2020.11.9                                                                                     | 2021.1    | BSフジLIVE プライムニュース キャスター                      | BSフジLIVE プライムニュース キャスター                                          | BSフジLIVE プライムニュース キャスター                      | （なし）                                                    | （なし）                                                    | （なし）                                                                 | FNNニュース キャスターFNN Live News days Weekend キャスター |
| 2021.23                                                                                       | 2021.23   | BSフジLIVE プライムニュース キャスター                      | BSフジLIVE プライムニュース キャスター                                          | BSフジLIVE プライムニュース キャスター                      | （なし）                                                    | （なし）                                                    | （なし）                                                                 | （なし）                                                    |
| 2022.11                                                                                       | 2022.12   | （なし）                                                    | （なし）                                                                        | （なし）                                                    | （なし）                                                    | （なし）                                                    | （なし）                                                                 | 日曜報道 THE PRIME ナレーション                             |
| 2023.1                                                                                        | 2025.3    | FNN Live News days キャスター                               | FNN Live News days キャスター                                                   | （なし）                                                    | （なし）                                                    | （なし）                                                    | （なし）                                                                 | 日曜報道 THE PRIME ナレーション                             |
| 2025.4                                                                                        | 現在      | FNN Live News days キャスター                               | FNN Live News days キャスター                                                   | （なし）                                                    | サン!シャイン ナレーション                                  | （なし）                                                    | （なし）                                                                 | 日曜報道 THE PRIME ナレーション                             |
| 備考 - 1同期の生田竜聖の前妻秋元優里の後任 - 2松村未央の後任 - 3第1子妊娠のため、産休に入った |           |                                                             |                                                                                 |                                                             |                                                             |                                                             |                                                                          |                                                             |

### その他
- アナ★バン! （2011年10月16日 - 2012年3月25日） - 司会
- BSフジNEWS
  - （2011年10月 - 2012年3月） - 月曜午前担当
  - （2012年4月 - 2014年9月） - 金曜午前担当
- すぽると!
  - （2011年10月7日、10日） - 夏季休暇の本田朋子の代行
  - （2011年12月9日 - 2012年3月23日） - 金曜「POWER FOR VICTRY」プレゼンター
- 笑っていいとも!増刊号 （2013年4月7日 - 2014年3月30日） - 進行アナウンサー
- コンちゃんテンちゃん（2013年4月19日 - 2014年6月28日）
- ジャネーノ!?（2014年4月 - 9月） - MC
- NEWSお台場発（2014年4月2日 - 2015年3月25日） - 水曜担当
- うまズキッ!（2014年 - 2016年） - 斉藤舞子、松村未央と週替わり出演
- モノシリーのとっておき〜すんごい人がやってくる!〜（2017年11月3日 - 2018年9月14日） - ナレーション
- サッカー日本代表TV（2012年2月 - 、毎月最終木曜日） - MC
- フジテレビONE プロサッカーニュース / カウントダウンフットボール（2012年より）
- FNN Live News days
  - （2023年2月15日 - 17日、島田彩夏休暇時の代行）
  - （2023年8月5日、松村未央不在時の代行）
- BSフジLIVE プライムニュース（2023年5月31日、新美有加休暇時の代行）
- めざまし8 - ナレーション
  - （2023年7月26日、川野良子休暇時の代行）
  - （2023年8月4日、松村未央不在時の代行）
- めざましどようび - ニュースキャスター
  - （2023年8月5日、松村未央不在時の代行）

## 同期入社
- 生田竜聖
- 三田友梨佳（2023年3月末日退社）